# Donald McGavran
Donald Anderson McGavran (* 15. Dezember 1897 in Damoh, Indien; † 10. Juli 1990 in USA) war ein US-amerikanischer evangelikaler Theologe, evangelischer Missionar, Missionswissenschaftler, Referent, Autor und Gründer und Leiter der Schule für Weltmission und des Instituts für Gemeindewachstum am Fuller Theological Seminary in Pasadena in Kalifornien.

## Leben und Wirken
Donald McGavran wuchs als zweites von vier Kindern der evangelischen Missionare John Grafton McGavran (* 1867) und Helen Anderson in Indien auf, wo er auch anfänglich zur Schule ging. Während seiner Schulzeit kehrte die Familie in die USA zurück, und er besuchte in Tulsa in Oklahoma und Indianapolis in Indiana die weiteren Schulen. Danach studierte er an der Butler University in Indianapolis, wo er 1920 seinen Bachelor erhielt. An der Yale Divinity School in New Haven in Connecticut, an der der bekannte H. Richard Niebuhr lehrte, studierte er Theologie und schloss 1922 mit einem B.D. ab. Im College of Mission in Indianapolis absolvierte er 1923 seinen Master. Zwischen seinen Aufenthalten in Indien erhielt 1936 einen Ph.D. der Columbia University in New York.
Nach seinem Studium und beeinflusst von John R. Mott kehrte McGavran 1923 als Missionar nach Indien zurück. 1927 bis 1936 war er Leiter der Missionsgesellschaft United Christian Missionary Society, die zur Christian Church, Disciples of Christ (deutsch: Christliche Kirche, Jünger Christi) gehörte. Als Leiter hatte er ein Leprakrankenhaus zu führen und koordinierte die Arbeit vieler Schulen, die zur Mission gehörten. In seiner etwa 30 Jahre dauernder Missionsarbeit waren nebenbei nur etwa zwanzig kleine Gemeinden entstanden. So begann er nach den Ursachen für Gemeindewachstum zu forschen. Dabei lernte er den Methodisten J. Waskom Pickett kennen, der 1928 von der National Christian Council of India, Burma and Ceylon angefragt wurde, eine Religionsstudie und Missionsanalyse für Indien zu erstellen. McGavran steuerte Informationen für die Provinz Madhya Pradesh bei, in der er tätig war.
1937 schrieb er Founders of the India Church, worin er die Gründung und Entwicklung verschiedener indischer Kirchen untersuchte. Nur elf von 145 Kirchen erlebten einen größeren Wachstumsschub, wobei Jüngerschaft und glaubwürdige Nachfolge Christi eine wichtige Rolle für das Wachstum einer Kirche spielten. Da er nach 1936 nicht mehr als Missionsleiter tätig war, arbeitete er direkt mit den Menschen der Kaste der Satnami. Dort konnte er gegen tausend Personen für den christlichen Glauben und die Nachfolge Christi gewinnen. Etwa fünfzehn Dorfkirchen wurden gegründet und die Evangelien konnten in die einheimische Sprache Chhattisgarhi übersetzt werden.
1955 erschien sein Buch The Bridges of God (deutsch: Die Brücken Gottes). Er hatte beobachtet, dass Menschen gerne den christlichen Glauben annehmen würden, sofern sie nicht ethnische, soziale und Sprachgrenzen überschreiten müssten. Diese Publikation gilt als Auftakt des Church Growth Movement (deutsch: Gemeindewachstums-Bewegung). 1958 kehrte McGavran in die USA zurück, um seine Erfahrungen in der Missionsarbeit und Gemeindegründung in Indien an theologischen Seminaren weiterzugeben. 1961 gründete McGavran das Institute of Church Growth (deutsch: Institut für Gemeindewachstum) am Northwest Christian College in Eugene in Oregon. 1965 konnte er auf Einladung des Präsidenten David Allan Hubbard dieses Institut nach Pasadena in Kalifornien an das große und bekannte Fuller Theological Seminary verlegen. Dort rief er mit dem Australier Alan R. Tippett (1911–1988) die Fuller School of World Mission und das Institute of Church Growth ins Leben, und er wurde deren erster Direktor. 1970 erschien sein Hauptwerk „Understanding Church Growth“ (deutsch: Gemeindewachstum verstehen). Dieses Buch gilt als wichtiges Grundlagenwerk für die gesamte Gemeindewachstums-Bewegung und Missionstheologie und wurde in viele Sprachen übersetzt. 1971 übergab er die Leitung des Instituts an C. Peter Wagner, und 1976 im Alter von 83 Jahren beendete er seine offizielle Lehrtätigkeit. Er schrieb insgesamt 23 Bücher zu Gemeindewachstum und Mission.

## Familie
McGavran war von 1925 bis am 5. April 1990 mit Mary McGavran verheiratet; sie verstarb nur drei Monate und fünf Tage vor ihm.

## Schriften (Auswahl)
- Christian Missions in Mid-India, Lucknow Publishing, Lucknow 1936, 1938 und 1962.
- Founders of the India Church, 1937
- The Bridges of God, Friendship Press, New York 1955.
- How Churches Grow, World Dominion Press, London 1959.
- Understanding Church Growth, Eerdmans, Grand Rapids 1970.
  - Gemeindewachstum verstehen – Eine grundlegende Einführung in die Theologie des Gemeindeaufbaus, Wolfgang Simson, Lörrach, 1990, ISBN 978-3-92753-403-2
- mit Win Arn: How to Grow a Church, Regal Books, Ventura 1973.